# Hygieniska museet
Hygieniska museet i Stockholm grundades 1880 av stiftelsen Lars Hiertas minne. Det införlivades 1892 i Karolinska institutet. I samlingarna ingick till exempel olika förslag till så kallade reformdräkter, framtagna av Svenska drägtreformföreningen i slutet av 1800-talet.
Hygieniska museer finns sedan 1912 i Dresden (Deutsches Hygiene-Museum) och 1919 i Sankt Petersburg. I London har ett hygieniskt museum funnits 1877–1971 (Parkes Museum of Hygiene).